# Canthon oliverioi
Canthon oliverioi là một loài bọ cánh cứng trong họ Bọ hung (Scarabaeidae).